# تپه قلعه ونایی
تپه قلعه ونایی در شهرستان بروجرد، بخش اشترینان، روستای ونایی واقع شده و این اثر در تاریخ ۷ آذر ۱۳۸۳ با شمارهٔ ثبت ۱۱۲۲۴ به‌عنوان یکی از آثار ملی ایران به ثبت رسیده است.